# Skogssniglar
Skogssniglar Arionidae är en familj med sniglar.

## Släkten inom familjen
- Anadenulus
- Ariolimax
- Arion
- Binneya
- Geomalacus
- Gliabates
- Hemphillia
- Hesperarion
- Magnipelta
- Prophysaon
- Udosarx
- Zacoleus